# Pingu
Pingu è una serie animata svizzera rivolto ai bambini dai 2 agli 8 anni e creata da Otmar Gutmann e Erika Brueggemann e realizzata in claymation. È stata trasmessa in televisione dal 7 marzo 1990 fino al 9 aprile 2000 sul canale svizzero Schweizer Fernsehen per un totale di 104 episodi da 5 minuti ciascuno. In seguito all'acquisizione dei diritti da parte della BBC sono stati prodotti altri 52 episodi dal 2003 al 2006 e trasmessi sul canale britannico BBC Two.
Le vicende si svolgono sempre al Polo Sud. Tutti i personaggi sono doppiati in un grammelot incomprensibile da Carlo Bonomi negli episodi dal 1º al 104º e da Marcello Magni, David Sant e Alberto Chindamo dal 105º in poi.
In Italia la serie è stata interamente trasmessa su Rai 1, Rai 2 e Rai Yoyo, poi sul canale satellitare JimJam e nel 2018 replicando tutti gli episodi su Rai Yoyo dal 1° al 104° venne pubblicata su RaiPlay con il titolo Pingu Show, venendo tuttavia rimossa a repliche esaurite.
Del cartone è stato creato un anime sequel chiamato Pingu in città la cui trama vede la famiglia di Pingu che si trasferisce dal villaggio alla città, dove le persone svolgono lavori diversi.

## Trama
La serie descrive le vicende di una famiglia di pinguini che vive in un igloo al Polo sud in Antartide, composta da Pingu, il personaggio principale, dalla sorella minore Pinga, dai loro genitori e dal nonno. Il migliore amico di Pingu è la foca Robby.

## Personaggi
- Pingu: è il protagonista della serie. Ha 5 anni[3] e tende spesso ad usare il becco come se fosse una tromba quando è infuriato o felice. È gentile ed educato, anche se a volte capriccioso. Ha una cotta per Pingi, ricambiato.
- Pinga: è la sorella minore di Pingu. Ha 3 anni[3] e appare per la prima volta quando nasce dall'uovo nell'episodio È nata Pinga. Pingu diventa geloso della sorellina quando lei rimane a casa mentre lui deve andare a scuola oppure quando la mamma si occupa di Pinga ignorandolo completamente, ma le mostra spesso anche affetto, coccolandola e facendola giocare (e lei, dal canto suo, segue sempre il fratello quando si sposta).
- Papà: il padre di Pingu è un postino, infatti ha una motoslitta con la quale consegna la posta, e fuma spesso la pipa. Il figlio a volte lo aiuta nel suo lavoro.
- Mamma: la madre di Pingu è una casalinga e trascorre la maggior parte del suo tempo a casa nell'igloo a svolgere le mansioni domestiche. Anche se vuole molto bene al figlio, spesso è severa con lui.
- Nonno: è il nonno di Pingu. Costruisce strumenti musicali e suona la fisarmonica.
- Robby: è una foca ed è il migliore amico di Pingu. Il suo nome è particolare: "Robbe" in tedesco significa appunto foca. Molto eccentrico e simpatico, è sempre pronto ad aiutare Pingu quando è in difficoltà.
- Pingi: è la fidanzata di Pingu.
- Pingo: è un amico di Pingu con un becco lungo. Solitamente spinge il protagonista a fare bravate.
- Pingg: è un amico di Pingu con un becco appuntito e miglior amico di Pingo. A volte collabora con quest'ultimo per mettere il protagonista in difficoltà o in imbarazzo.
- Pongi: è un amico di Pingu che porta gli occhiali.
- Punki: è un amico di Pingu che indossa sempre una salopette variopinta.

## Linguaggio dei personaggi
Una delle ragioni del successo internazionale di Pingu è la mancanza di qualsiasi dialogo verbale comprensibile. Tutte le battute dei personaggi sono infatti in un fantomatico linguaggio dei pinguini (pinguinese), un grammelot incomprensibile (fatta eccezione per alcune parole casuali) ideato dal creatore Gutmann ed interpretato nei primi 104 episodi dal doppiatore Carlo Bonomi (lo stesso del personaggio de La Linea presente nel programma Carosello per la pubblicità degli articoli da cucina Lagostina e di Stripy del programma Scacciapensieri, che infatti adottano un grammelot molto simile) e dall'episodio 105 da Marcello Magni, David Sant e Alberto Chindamo.
Tale linguaggio è privo di ogni significato e permette solamente di ipotizzare cosa i personaggi dicano nei dialoghi attraverso lo scorrimento delle immagini e lo sviluppo degli avvenimenti. Ciò agevola lo sviluppo delle capacità intellettive dei più piccoli, indirizzandoli verso una comprensione che si basa esclusivamente sull'intuito, e rende il format molto economico da distribuire, in quanto non sono necessari doppiaggi in altre lingue. Tale linguaggio ha dato origine a numerose parodie comiche basate sul cosiddetto fenomeno "mondegreen", nelle quali i versi dei personaggi vengono trascritti in sottotitoli, creando frasi foneticamente simili ma sconnesse e senza senso compiuto, che a volte contengono anche messaggi subliminali, doppi sensi, espressioni volgari, nomi di personaggi famosi e immaginari e/o incomprensibili.

## Sigla
La sigla animata della serie nelle trasmissioni originali della prima stagione era un jingle strumentale ideato dagli autori del cartone. Tale sigla venne impiegata fino al 1995, quando, con l'inizio della seconda stagione (e in seguito per le repliche della prima stagione), si iniziò a utilizzare come sigla un breve estratto della Pingu Dance, cantata dal cantante americano David Hasselhoff, volto principale delle serie televisive Supercar e Baywatch.

## Episodi
I titoli degli episodi principali dalla stagioni da 1 a 4 sono stati presi dalla versione ufficiale DVD giapponese e alternativamente da quelle europea. La stagioni 5 e 6 solamente dalla versione europea. Alcuni cambiamenti sono stati effettuati poi per allinearli all'uso comune dell'italiano (ad esempio spelling e grammatica) ed infine alcuni sono stati aggiunti, modificati, ecc.
Stagione 1
1. Ciao, io mi chiamo Pingu
2. Pingu cova l'uovo
3. È nata Pinga
4. Pingu va a pescare
5. Pingu postino
6. Pingu è geloso
7. Pingu e la lotta a palle di neve
8. Pinga si perde
9. Pingu gioca a tennis con un pesce
10. Pingu e la valanga
11. Pingu gioca a hockey sul ghiaccio
12. Pingu e Pinga non vogliono andare a dormire
13. Pingu e la botte
14. Pingu scappa di casa
15. Pingu costruisce un igloo
16. Pingu prende lezioni di musica dal nonno
17. Pingu nella grotta di ghiaccio
18. Pingu e la gara di slitte
19. Pingu al gabinetto
20. Pingu va a scuola
21. Il nonno di Pingu è malato
22. Il circo di Pingu e Pinga
23. Pingu e il suonatore di organetto
24. Troppo rumore per Pingu
25. I genitori di Pingu vanno al concerto
26. Il sogno di Pingu

Stagione 2
1. Pingu dal dottore
2. Pingu e l'ammiratrice
3. Pingu e il gabbiano
4. Pingu e il surf sul ghiaccio
5. Pingu e il primo bacio
6. Pingu e il gioco di curling
7. Musica ghiacciata per Pingu
8. Pingu grande cuoco
9. Pingu e il Natale
10. Pingu fa una gita
11. Pingu e la macchina fotografica
12. Nessuno ha tempo per Pingu
13. Pingu e gli imballaggi
14. Pingu prestigiatore
15. Il compleanno di Pingu
16. Pingu al luna park
17. Pingu fa il baby sitter
18. Pingu non sa perdere
19. Pingu e il pinguino disabile
20. Un regalo per Pingu
21. Pingu all'ospedale
22. Pingu e la gita scolastica
23. Pingu e Pinga all'asilo
24. Pingu e gli stranieri
25. Pingu aiuta la mamma
26. Pingu costruisce un pupazzo di neve

Stagione 3
1. Pingu sciatore di fondo
2. Pingu al museo
3. Nonno viene a far visita
4. Il lungo viaggio di Pingu
5. Pingu non vuole andare a scuola
6. Pingu il pittore
7. Il trucco di Pingu
8. Pingu e la mamma uccello
9. Pingu litiga con sua madre
10. Pingu e il messaggio nella bottiglia
11. Pingu ha un'idea
12. Pingu rompe un vaso
13. Pingu e l'aeroplanino di carta
14. Pingu si vendica
15. Pingu fa un errore
16. Pingu e il giocattolo
17. Pingu il supereroe
18. Pingu e la gara di pesca
19. Pingu e la lettera
20. Pingu si sente escluso
21. Pingu vince il primo premio
22. Pingu e il fantasma
23. Pingu e la cartolina
24. La scoperta di Pingu
25. Pingu e il panettiere
26. Pingu e la palla perduta

Stagione 4
1. Lo svantaggio di Pingu
2. Pingu si rifiuta di aiutare
3. Pingu l'alpinista
4. Pingu e il grande pesce
5. Pingu mostra cosa può fare
6. Pingu sgombera la neve
7. Pingu ha un giorno libero
8. Pingu l'arciere
9. Pingu viene avvertito
10. Pingu e il magnete
11. Pingu ottiene aiuto
12. Pingu in paradiso
13. Lo scherzo pericoloso di Pingu
14. Pingu il pilota
15. Pingu fa i dispetti a Pinga
16. Il desiderio di Pingu
17. Pingu è curioso
18. Pingu si organizza
19. Pingu costruisce una torre
20. Pingu il re
21. Pingu il panettiere
22. Pingu e la bambola
23. Pingu aiuta il nonno
24. Pingu ha una brutta giornata
25. Pingu perde la scommessa
26. Pingu e la sua coppa

Stagione 5
1. Pingu salterello
2. Pingu costruisce un tavolo
3. Pingu scava una buca
4. La lettera di S. Valentino di Pingi
5. Pingu prova a volare
6. Una giornata ventosa
7. Il coniglietto smarrito di Pinga
8. Pingu in viaggio sulla luna
9. Pinga cammina nel sonno
10. Pingu e lo snowboard
11. Pinga ha il singhiozzo
12. Tale padre tale Pingu
13. Pingu e le sculture di ghiaccio
14. Il palloncino di Pinga
15. Pingu tra sciarpe e guanti di lana
16. Pingu equilibrista
17. Pingu si perde tra i ghiacci
18. Pingu dorme in tenda
19. Pingu e il cattivo odore
20. Pingu suona la batteria
21. Pingu e la palla di Neve
22. Pingu e la scatola di cereali
23. Pingu rompe il campanello
24. Pingu gioca con Pinga
25. Pingu prepara le frittelle
26. Pingu e le ombre cinesi

Stagione 6
1. Pingu e la scuola di slitta
2. Pingu e il tubo di gomma
3. Pingu gioca con la terracotta
4. Pingu e la scia dei rifiuti
5. Il nuovo cappello di mamma
6. Povero piccolo Pingu
7. Pinga e la scatola
8. Pingu e il regalo
9. Pingu e il negozio di giocattoli
10. Pingu gioca con la cartapesta
11. Pingu ha il mal di pancia
12. Pingu combina guai
13. Pingu e il granchietto
14. Pingu vanitoso
15. Pingu verde di invidia
16. Pingu imballa tutto
17. Pingu e il flauto magico
18. Pingu ballerino
19. Pingu giornalaio
20. Pingu e I'aeroplanino di gomma
21. Pingu e le bretelle del nonno
22. Pingu a pesca
23. Pingu motociclista
24. Pingu pittore
25. Pingu nuotatore
26. Pingu e I'abominevole uomo delle nevi

## Speciale
Uno speciale episodio di venticinque minuti, Pingu - Un matrimonio speciale, fu prodotto nel 1997 e presenta una famiglia di pinguini verdi. In Italia questo episodio è stato inserito nel DVD Giochiamo con Pingu.

## DVD italiani
In Italia sono usciti 12 DVD della serie di Pingu, distribuiti da Dall'Angelo Pictures. Questi i titoli:
1. 2004 - Giochiamo con Pingu - contiene 8 episodi della seconda serie, fra cui l'episodio speciale di 25 minuti "Pingu - Un matrimonio speciale".
2. 2004 - Saltiamo con Pingu - contiene i primi 12 episodi della terza serie.
3. 2005 - Divertiamoci con Pingu - contiene 12 episodi della terza serie.
4. 2006 - Pingu pasticcione - contiene 13 episodi della terza serie.
5. 2006 - Pingu ballerino - contiene 13 episodi della terza serie.
6. 2007 - Pingu pilota - contiene 19 episodi della seconda serie.
7. 2008 - Hello Pingu! - contiene i primi 13 episodi della prima serie.
8. 2008 - Suoniamo con Pingu - contiene 13 episodi della prima serie.
9. 2009 - Buon compleanno Pingu - contiene 12 episodi
10. 2009 - Pingu innamorato - contiene 13 episodi
11. 2009 - A pesca con Pingu - contiene 13 episodi
12. 2009 - Pingu pittore - contiene 13 episodi

## Trasmissione nel mondo
La serie fu trasmessa in Italia dalla RAI, nel Regno Unito sulla BBC, nella Svizzera tedesca sulla SRF, nella Svizzera romanda sulla RTS, nella Svizzera italiana sulla RSI, negli Stati Uniti su Cartoon Network, in Canada su YTV, in Australia sulla ABC e in Francia su France 3.